# Abel Aguilar
Abel Enrique Aguilar Tapias (Bogota, 6 januari 1985) is een Colombiaans voetballer die doorgaans als centrale middenvelder speelt. Hij verruilde Belenenses in juli 2016 voor Deportivo Cali. Aguilar debuteerde in 2004 in het Colombiaans voetbalelftal.

## Clubcarrière
Aguilar debuteerde op zeventienjarige leeftijd voor Deportivo Cali. In drie seizoenen speelde hij 102 competitiewedstrijden voor de club. In augustus 2005 trok hij naar het Italiaanse Udinese. Die club leende hem achtereenvolgens uit aan Ascoli Calcio, Xerez CD, Hércules CF en Real Zaragoza. In juli 2010 tekende hij een vierjarig contract bij Hércules CF, dat na een afwezigheid van dertien jaar was teruggekeerd in de Primera División. Tijdens het seizoen 2012/13 werd hij uitgeleend aan Deportivo La Coruña. Op 22 augustus 2013 werd hij voor een transferbedrag van ongeveer drie miljoen euro verkocht aan het Franse Toulouse. Hij tekende een driejarig contract bij de Zuid-Franse club. In het seizoen 2013/14 speelde hij mee in 28 competitieduels, alsmede vier bekerwedstrijden.

## Interlandcarrière
Aguilar was aanvoerder van Colombia –17 en Colombia –20. In 2004 debuteerde hij in het Colombiaans voetbalelftal. Hij scoorde twee keer voor zijn vaderland bij de strijd om de Copa América 2004 in Peru. Aguilar maakte deel uit van de Colombiaanse selectie die in 2005 deelnam aan het wereldkampioenschap voetbal onder 20 in Nederland. Daar verloor de ploeg van bondscoach Eduardo Lara in de achtste finales van de latere kampioen Argentinië (2–1). In mei 2014 werd Aguilar door bondscoach José Pékerman opgenomen in de selectie voor het wereldkampioenschap voetbal in Brazilië.
Bondscoach José Pékerman nam Aguilar mee naar het WK 2018 in Rusland. Daar begon Colombia met een enigszins verrassende nederlaag tegen het lager ingeschatte Japan (1-2), waarna de ploeg in de resterende twee groepswedstrijden te sterk was voor Polen (3-0) en Senegal (1-0). In de achtste finales echter werden de Colombianen na strafschoppen uitgeschakeld door Engeland (3-4), nadat beide teams in de reguliere speeltijd waren bleven steken op 1-1 door treffers van de Engelse topschutter Harry Kane (rake strafschop in de 57ste minuut) en een doeltreffende kopbal van verdediger Yerry Mina in blessuretijd. Carlos Bacca miste zijn inzet vanaf elf meter, net als Mateus Uribe. Aguilar kwam als invaller in één duel in actie voor zijn vaderland.
1 Ospina ·
2 Zapata ·
3 Murillo ·
4 Arias ·
5 Barrios ·
6 Sánchez ·
7 Bacca ·
8 Aguilar ·
9 Falcao  ·
10 Rodríguez ·
11 J. Cuadrado ·
12 Vargas ·
13 Mina ·
14 Muriel ·
15 Uribe ·
16 Lerma ·
17 Mojica ·
18 Díaz ·
19 Borja ·
20 Quintero ·
21 Izquierdo ·
22 J.F. Cuadrado ·
23 Sánchez ·
Coach: Pékerman